# Wilhelm Hohaus

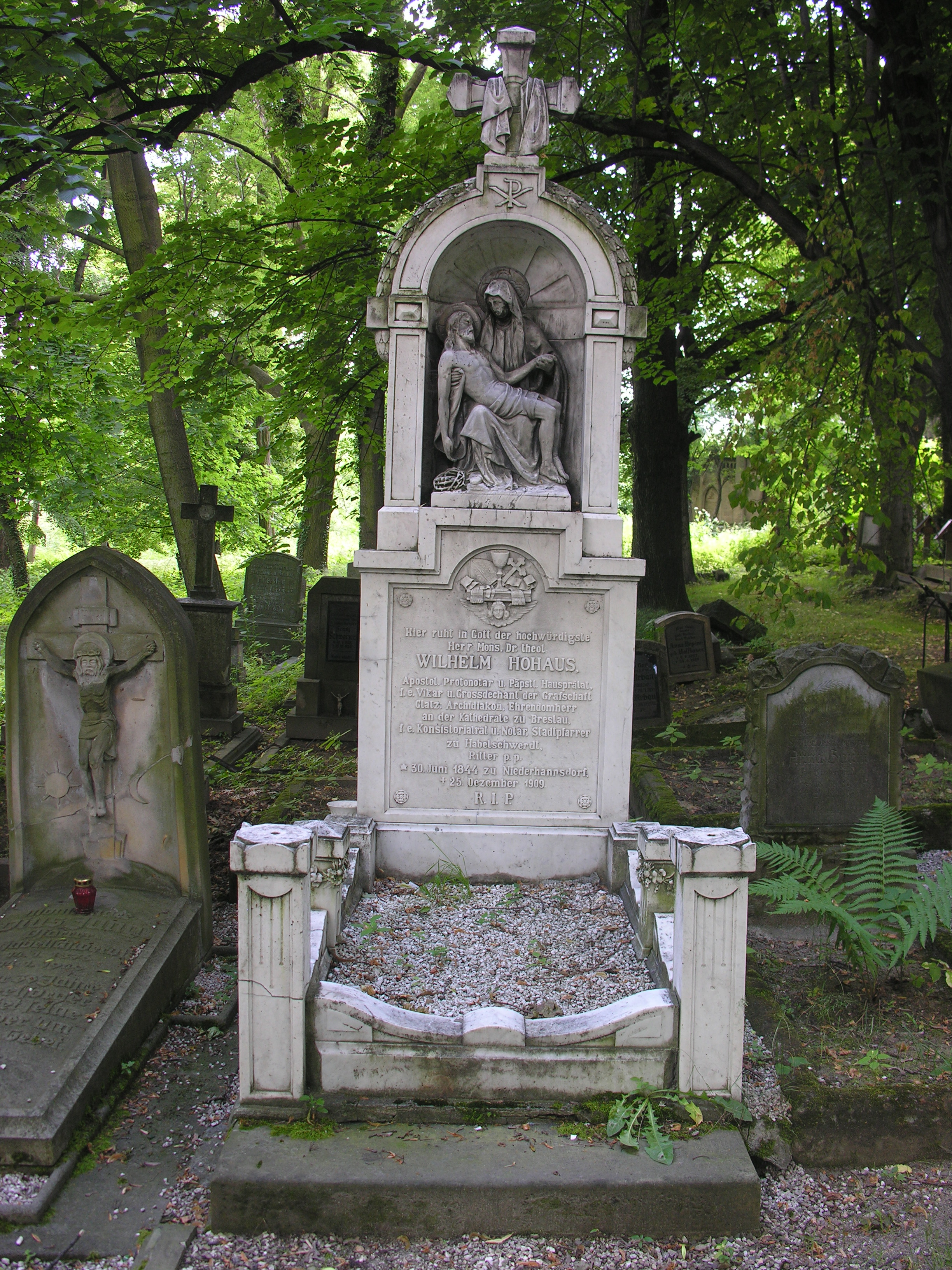
Nagrobek ks. Wilhelma Hohausa

Wilhelm Hohaus (ur. 30 czerwca 1844 w Jaszkowej Dolnej, zm. 25 grudnia 1909 w Bystrzycy Kłodzkiej) – niemiecki duchowny katolicki i teolog, wielki dziekan kłodzki i wikariusz arcybiskupi dla wiernych hrabstwa kłodzkiego od 1901, historyk.

## Życiorys
Studiował teologię na Śląskim Uniwersytecie im. Fryderyka Wilhelma we Wrocławiu. Po jej ukończeniu został wyświęcony na księdza w 1870, następnie kontynuował studia specjalistyczne uzyskując stopień doktora teologii. W okresie studenckim brał udział w wojnie prusko-austriackiej w 1866. Z tej racji otrzymał krzyż pamiątkowy dla kombatantów.
Pracował jako wikariusz w parafiach na terenie wielkiego dekanatu kłodzkiego oraz od 1882 jako nauczyciel w Królewskim Katolickim Seminarium Nauczycielskim w Bystrzycy Kłodzkiej, a od 1884 w podobnym gimnazjum w Kłodzku i przełożonym tamtejszego konwiktu. W czerwcu 1894 bystrzycką paraﬁę wizytował arcybiskup praski kardynał Franz von Schönborn. W 1899 został proboszczem bystrzyckim.
W 1901 wybrano go wielkim dziekanem i wikariuszem arcybiskupa praskiego dla wiernych hrabstwa kłodzkiego z prawem noszenia infuły, pektorału i pastorału, został również kanonikiem wrocławskim i prałatem. W 1905 gościł w hrabstwie kolejnego metropolitę praskiego kardynała Leona Skrbenský'ego, który przeprowadzał wizytę kanoniczną parafii dekanatu, m.in. dokonał konsekracji nowego kościoła w Jaszkowej Dolnej.
Zmarł w 1909 i został pochowany w Bystrzycy Kłodzkiej. Na miejscowym cmentarzu zachował się jego grób.

## Działalność historyczna i publicystyczna
Hohaus był jednym z redaktorów kwartalnika historycznego „Vierteljahrschrift für Geschichte und Heimatkunde der Grafschaft Glatz”. W latach 1883–1891 był współwydawcą serii pięciu tomów Geschichtsquellen der Grafschaft Glatz, zbioru źródeł poświęconego głównie średniowieczu na ziemi kłodzkiej. Ponadto opublikował dwie książki i dwa przewodniki turystyczne, owoc zamiłowania do pieszych wędrówek.

## Hobby
Ks. Wilhelm Hohaus wiele uwagi poświęcał sadownictwu oraz uprawie róż, miał dużą 
wiedzę pomologiczną. Na sporej działce przy plebanii urządził ogród z owocami, warzywami i kwiatami.
W 2007 ukazał się w Pile, w Wydawnictwie Doroty Strugały, tomik wierszy Mirosława Pisarkiewicza Złodziej tataraku (ISBN 978-83-60983-28-7), w którym znalazł się wiersz Wilhelm Hohaus poświęcony ks. Wilhelmowi Hohausowi i cmentarzowi w Bystrzycy Kłodzkiej.